# Pseudoxyomus strydomi
Pseudoxyomus strydomi är en skalbaggsart som beskrevs av S. Endrödi 1976. Pseudoxyomus strydomi ingår i släktet Pseudoxyomus och familjen Aphodiidae. Inga underarter finns listade i Catalogue of Life.